# Kuo Mo-zso
Kuo Mo-zso (Guo Moruo) (pinjin hangsúlyjelekkel: Guō Mòruò; kínai írásjegyekkel: 郭沫若; Lösan (Leshan), Szecsuan (Sichuan) 1892. november 16. – Peking (Beijing), 1978. június 12.) kínai író, költő, történész, régész, a Központi Népi Kormány tagja, a Politika Tanácskozó testület alelnöke, a Kínai Tudományos Akadémia elnöke, a Magyar Tudományos Akadémia tiszteleti tagja.

## Élete, munkássága
Kuo Mo-zso (Guo Moruo) 1892-ben született egy Szecsuan (Sichuan) tartománybeli kis faluban. Földbirtokos család sarjaként otthon kezdett el tanulni. Középiskolai tanulmányai során találkozik az európai irodalommal és azon haladó nyugati eszmékkel, amelyek később pályáját is meghatározzák. 1914-ben, mint sok kortársa, ő is Japánba utazik és orvosnak tanul. Az egyetemet elvégzi ugyan, de belátja, hogy nem erre a pályára született. Az orvosi hivatásának gyakorlásában egy gyerekkori betegségének a szövődménye a nagyothallás is akadályozta volna. 1921-ben hazatér, majd néhány fiatal íróval közöseb megalapítja az „Alkotás” nevű írói társaságot és folyóiratot. Ekkoriban jelennek meg első versei, versekötetei és első drámája is.
1926-ban a politika felé fordul. 1926–1927-ben részt vesz az északi hadjáratban a népi forradalmi hadsereg politikai osztályának egyik vezetőjeként. A forradalom 1927-es bukását követően Kuo Mo-zso (Guo Moruo) kénytelen elmenekülni az országból, így ismét Japánba távozik.
A tíz esztendeig tartó önkéntes száműzetés alatt történelmi tanulmányokat folytat. Máig megkerülhetetlen alapjait fektette le a kínai írás legkorábbi emlékeinek, az úgynevezett jóslócsontokon és szertartási bronzedényeken fennmaradt írások rendszerezésével és analizálásával.
1937-ben, a japán–kínai háború kitörésekor visszatér hazájába, s azonnal bekapcsolódik a japánellenes honvédő mozgalomba. Mindeközben folytatja irodalmi tevékenységét is, további verseskötetei, drámái jelennek meg. 1947-ben Kuo Mo-zso (Guo Moruo) helyzete újra tarthatatlanná válik. A Kuomintang (Guomintang) megtorlás elől Hongkongba menekül, s ott folytatja tovább a Japánban megkezdett történelmi tanulmányait.
Csak a felszabadulást követően tér haza, s a Központi Népi Kormány tagja, a Politikai Tanácskozó Testület alelnöke, s a Kínai Tudományos Akadémia elnöke lesz. Ez utóbbi tisztségében egészen az 1978-ban bekövetkezett haláláig tevékenykedik. 1950-ben a Kínai Béketanács elnökévé választják. A Béke Világtanács második kongresszusán tagjává választják. Érdemei elismeréseként 1951-ben a Sztálin-békedíjjal tüntették ki.
A Magyar Tudományos Akadémia 1953-ban tiszteleti tagjává választotta.

## Főbb művei

### Magyarul olvasható művei
- Csü Jüan. Tragédia öt felvonásban. Kínai eredetiből fordította és az utószót írta: Miklós Pál. Európa Könyvkiadó, Budapest, 1958
- Ifjúkor. Kínai eredetiből fordította: Miklós Pál, a jegyzeteket írta: Csongor Barnabás. Európa Könyvkiadó, Budapest, 1961
- Egyetemi éveim. Kínai eredetiből fordította és a jegyzeteket írta: Miklós Pál. Európa Könyvkiadó, Budapest, 1962